# Макгенрі (Північна Дакота)
Макгенрі (англ. McHenry) — місто (англ. city) в США, в окрузі Фостер штату Північна Дакота. Населення — 64 особи (2020).

## Географія
Макгенрі розташоване за координатами 47°34′35″ пн. ш. 98°35′28″ зх. д. / 47.57639° пн. ш. 98.59111° зх. д. (47.576420, -98.591172).  За даними Бюро перепису населення США в 2010 році місто мало площу 0,66 км², уся площа — суходіл.

## Демографія
Згідно з переписом 2010 року, у місті мешкало 56 осіб у 31 домогосподарстві у складі 20 родин. Густота населення становила 85 осіб/км².  Було 37 помешкань (56/км²).
Расовий склад населення:
| - 98,2 % — білих - 1,8 % — осіб інших рас |

До двох чи більше рас належало 0,0 %. Частка іспаномовних становила 1,8 % від усіх жителів.
За віковим діапазоном населення розподілялося таким чином: 5,4 % — особи молодші 18 років, 30,3 % — особи у віці 18—64 років, 64,3 % — особи у віці 65 років та старші. Медіана віку мешканця становила 71,3 року. На 100 осіб жіночої статі у місті припадало 86,7 чоловіків;  на 100 жінок у віці від 18 років та старших — 82,8 чоловіків також старших 18 років.
Середній дохід на одне домашнє господарство  становив 51 127 доларів США (медіана — 47 917), а середній дохід на одну сім'ю — 49 985 доларів (медіана — 37 000). Медіана доходів становила 36 563 долари для чоловіків та 30 417 доларів для жінок. За межею бідності перебувало 46,8 % осіб, у тому числі 92,7 % дітей у віці до 18 років та 0,0 % осіб у віці 65 років та старших.
Цивільне працевлаштоване населення становило 32 особи. Основні галузі зайнятості: сільське господарство, лісництво, риболовля — 40,6 %, освіта, охорона здоров'я та соціальна допомога — 18,8 %, виробництво — 15,6 %.